# Stempel odwrócony (numizmatyka)

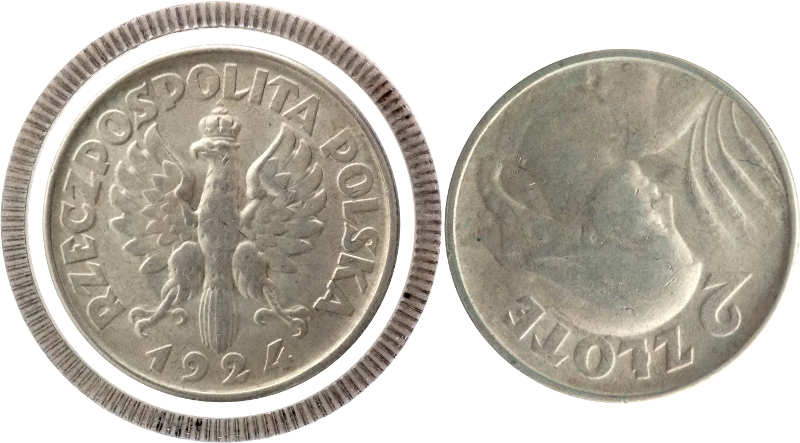
Jedyna oficjalna moneta polska z XX w. wybita stemplem odwróconym

Stempel odwrócony – w numizmatyce polskiej, określenie odnoszące się bicia monety w taki sposób, że górna część rysunku rewersu styka się z dolna częścią rysunku awersu. W konsekwencji, po obrocie monety wokół osi pionowej rysunku jednej strony, rysunek drugiej strony jest odwrócony o pełne 180 stopni.
Przeciwnym określeniem do stempla odwróconego jest stempel zwykły, choć to określenie w numizmatyce polskiej ma również i inne znaczenie.
Dużo precyzyjniejsze określenie wzajemnej orientacji rysunków awersu i rewersu funkcjonuje w numizmatyce amerykańskiej, gdzie odpowiednikiem stempla odwróconego jest określenie „orientacja monety” (ang. coin aligment), a stempel zwykły określany jest jako „orientacja medalu” (ang. medal aligment). Takie nazewnictwo wynika z faktu, że w Stanach Zjednoczonych emitent przyjął dla swoich monet stempel odwrócony jako podstawową relację rysunków awersu i rewersu. Taka sama orientacja awersu względem rewersu obowiązywała we Francji przed wprowadzeniem monet euro do obiegu.
W języku codziennym kolekcjonerów „odwrotka” to moneta wybita stemplem odwróconym. Ze względu na fakt, że w historii numizmatyki polskiej oficjalnie tylko jedna moneta wpuszczona do obiegu była wybita stemplem odwróconym (obiegowe 2 złote wzór 1924, wybite w Filadelfii), inne polskie monety wybite stemplem odwróconym są w rzeczywistości destruktami menniczymi, będącymi mimo to przedmiotem zainteresowania kolekcjonerów.
Formą pośrednią między stemplem odwróconym a stemplem zwykłym jest „stempel skręcony”, gdzie wzajemna orientacja rysunków rewersu i awersu jest inna niż 0 i 180 stopni. Określenie to jednak wykorzystywane jest bardzo rzadko. Zamiast niego w języku codziennym do nazywania tego rodzaju destruktów menniczych używa się słowa „skrętka”.